# Финч, Дэниэл, 2-й граф Ноттингем
Дэниэл Финч, 2-й граф Ноттингем, 7-й граф Уинчилси (англ. Daniel Finch, 2nd Earl of Nottingham, 7th Earl of Winchilsea; 2 июля 1647 — 1 января 1730) — английский политик и пэр, поддержавший Ганноверскую династию в 1714 году. Он был известен как лорд Ноттингем с 1682 по 1729 год и лорд Уинчилси с 1729 по 1730 год.

## Происхождение и образование

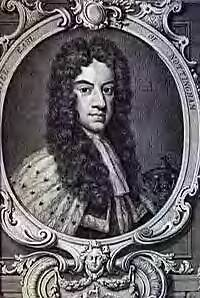
Дэниел Финч, 2-й граф Ноттингем, 1747, Якоб Хоубракен

Родился 2 июля 1647 года в Лондоне. Старший сын Хениджа Финча, 1-го графа Ноттингема (1620—1682), лорда-канцлера Англии, и его жены Элизабет Харви, дочери Дэниела Харви. Его прабабушкой была Элизабет Финч, 1-я графиня Уинчилси. Одним из его братьев был Хенидж Финч, 1-й граф Эйлсфорд.
Он получил образование в Вестминстерской школе (с 1658 года) и в колледже Крайст-черч Оксфордского университета (с 1662 года).
Дэниэл Финч отправился в свой Гран-тур с 1665 по 1668 год, посетив Франкфурт, Мюнхен, Венецию, Флоренцию, Неаполь, Рим и Париж. После возвращения в Англию он был назначен членом Королевского общества, а его кузен сэр Роджер Твисден написал отцу Финча, что «все говорят о нем как о настоящем джентльмене, и вы и ваша леди, вероятно, найдете в нем много утешения».
Позже, в 1689 году, он продал Ноттингем-хаус в Кенсингтоне королю Вильгельму и королеве Марии за 20 000 фунтов стерлингов, а затем Кристофер Рен расширил дом, превратив его в Кенсингтонский дворец.

## Карьера

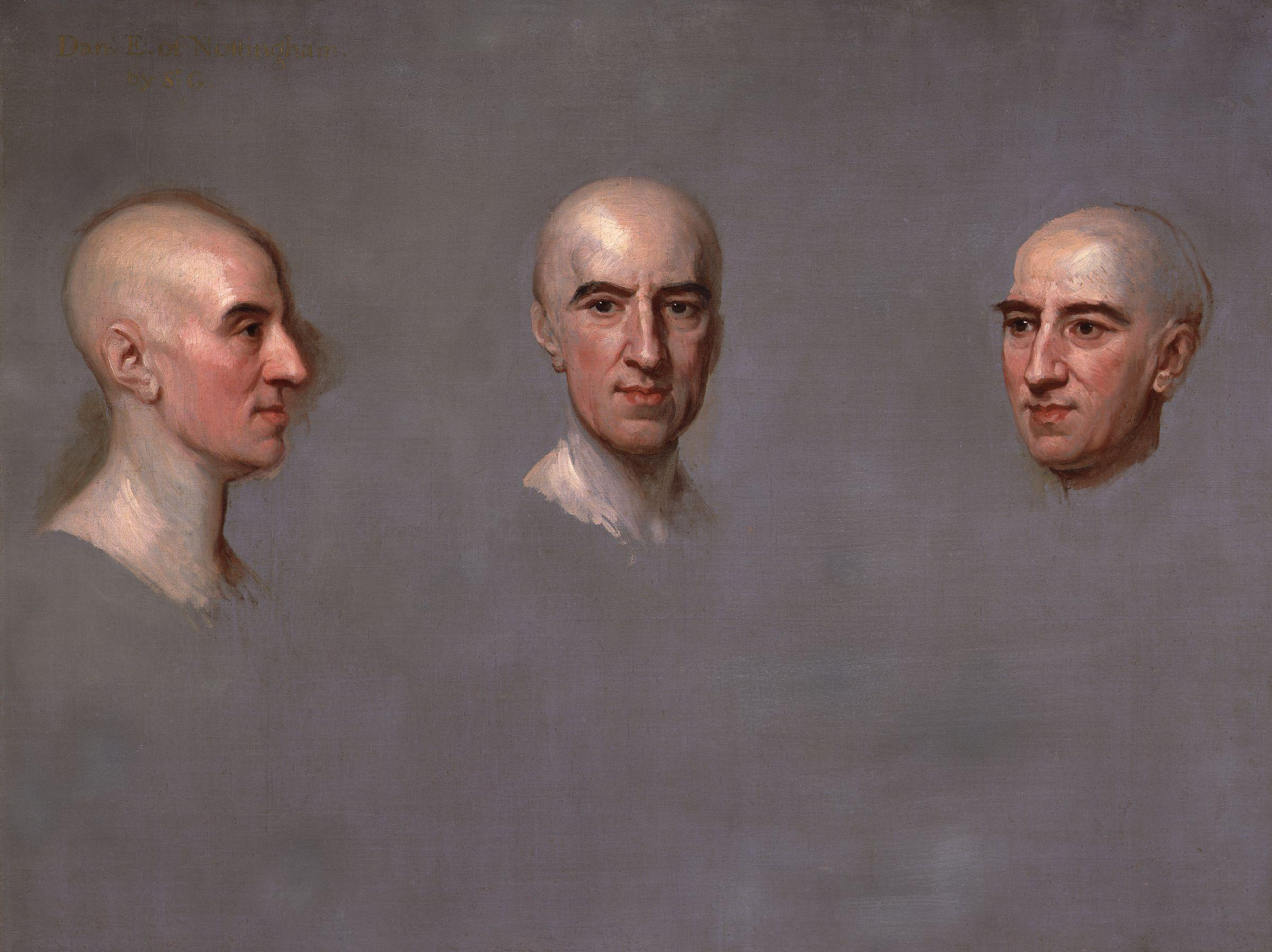
Дэниел Финч, 2-й граф Ноттингем, портрет сэра Годфри Кнеллера, около 1720 г.

Дэниел Финч заседал в Палате общин Англии от Грейи-Бедвина (1673—1679), Личфилда (1679—1682) и Ньютауна (1681—1682).
18 декабря 1682 года после смерти своего отца Дэниэл Финч унаследовал титулы 2-го графа Ноттингема (Пэрство Англии), 2-й барона Финча из Давентри в графстве Нортгемптоншир (Пэрство Англии) и 10-го баронета Финча (Баронетство Англии), став членом Палаты лордов.
Лорд Ноттингем был одним из тайных советников, которые в 1685 году подписали указ о провозглашении герцога Йоркского, но в течение всего правления Якова II он держался подальше от двора. В последний момент он колебался, присоединяться ли к приглашению Вильгельма Оранского, и после бегства Якова II он был лидером партии, которая выступала за то, чтобы Яков был королем по имени, а Вильгельм — регентом.
Он отказался от должности лорда-канцлера при Вильгельме и Марии, но принял должность государственного секретаря, сохраняя ее до декабря 1693 года. При королеве Анне Стюарт в 1702 году он снова принял ту же должность в правительстве лорда Годольфина, но окончательно ушел в отставку в 1704 году.

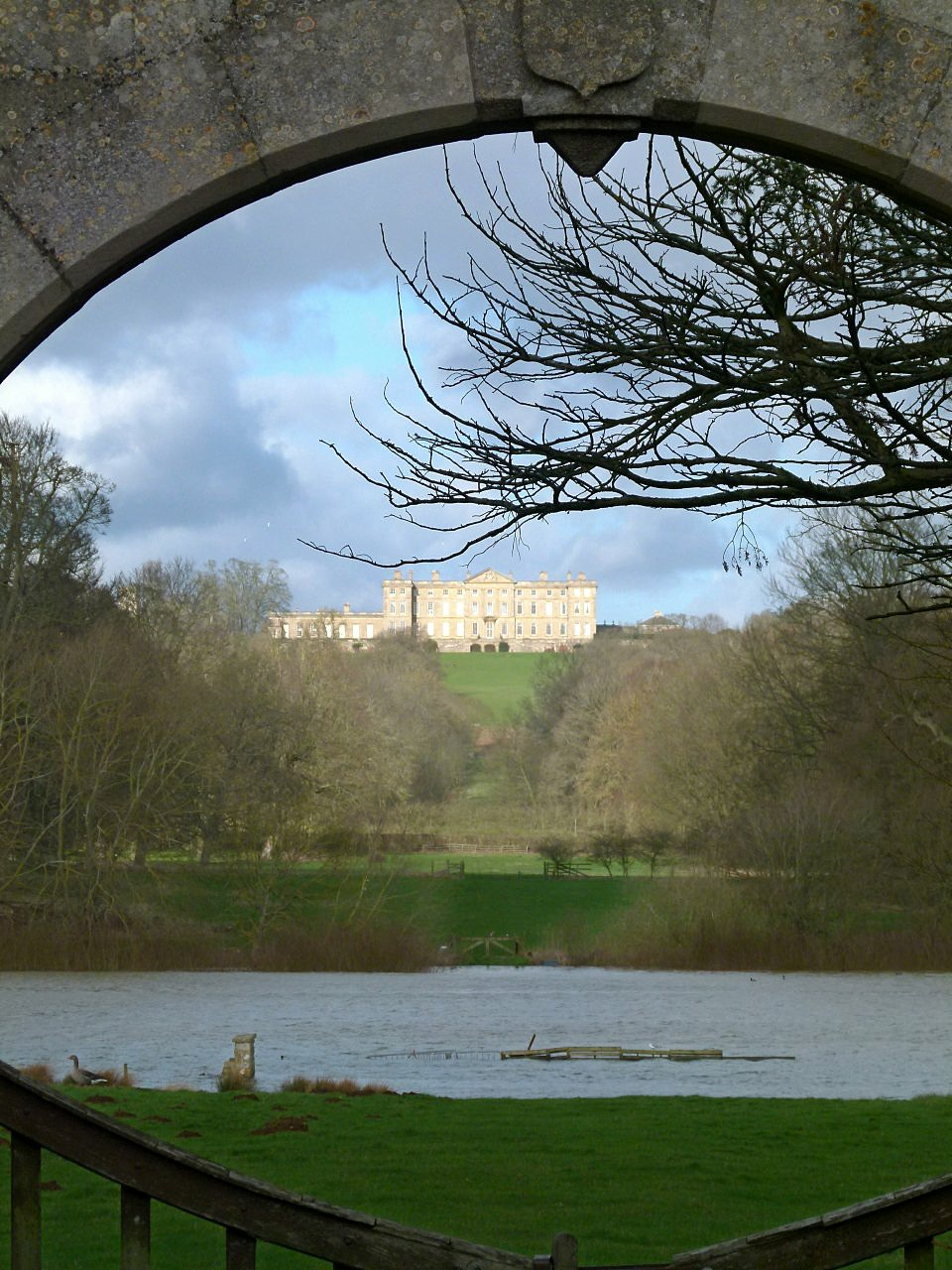
Вид на поместье Берли-он-те-Хилл со стороны Стэмфорд-роуд.

Лорд Ноттингем построил особняк Берли на холме в Ратленде, он был в значительной степени своим собственным архитектором и сам участвовал в деталях его строительства, прежде чем приступить к проекту, лорд Ноттингем консультировался сэром Кристофером Реном, но вместо этого нанял Генри Дормера (умер в 1727 году) только для надзора за его строительством. Он был завершен в 1705 году, главный блок простирается на 200 футов в длину через 15 окон. Он и его большая семья переехали туда до его завершения.
После восшествия на престол короля Георга I лорд Ноттингем был назначен лордом-президентом Совета, но в 1716 году окончательно отказался от должности.
9 сентября 1729 года после смерти своего бездетного дальнего родственника, Джона Финча, 6-го графа Уинчилси (1682—1729), Дэниэл Фиинч унаследовал титулы 7-го графа Уинчилси (Пэрство Англии), 7-го виконта Мейдстона (Пэрство Англии) и 8-го баронета Финча из Иствуэлла в графстве Кент (Баронетство Англии).
Лорд Ноттингем не хотел получать высший титул из-за своей собственной семейной гордости с титулом Ноттингема, поэтому он объединил титул (отныне он стал единым с его отцовским титулом графа Ноттингема). Он умер 1 января 1730 года в Берли-он-те-Хилл.

## Браки и дети

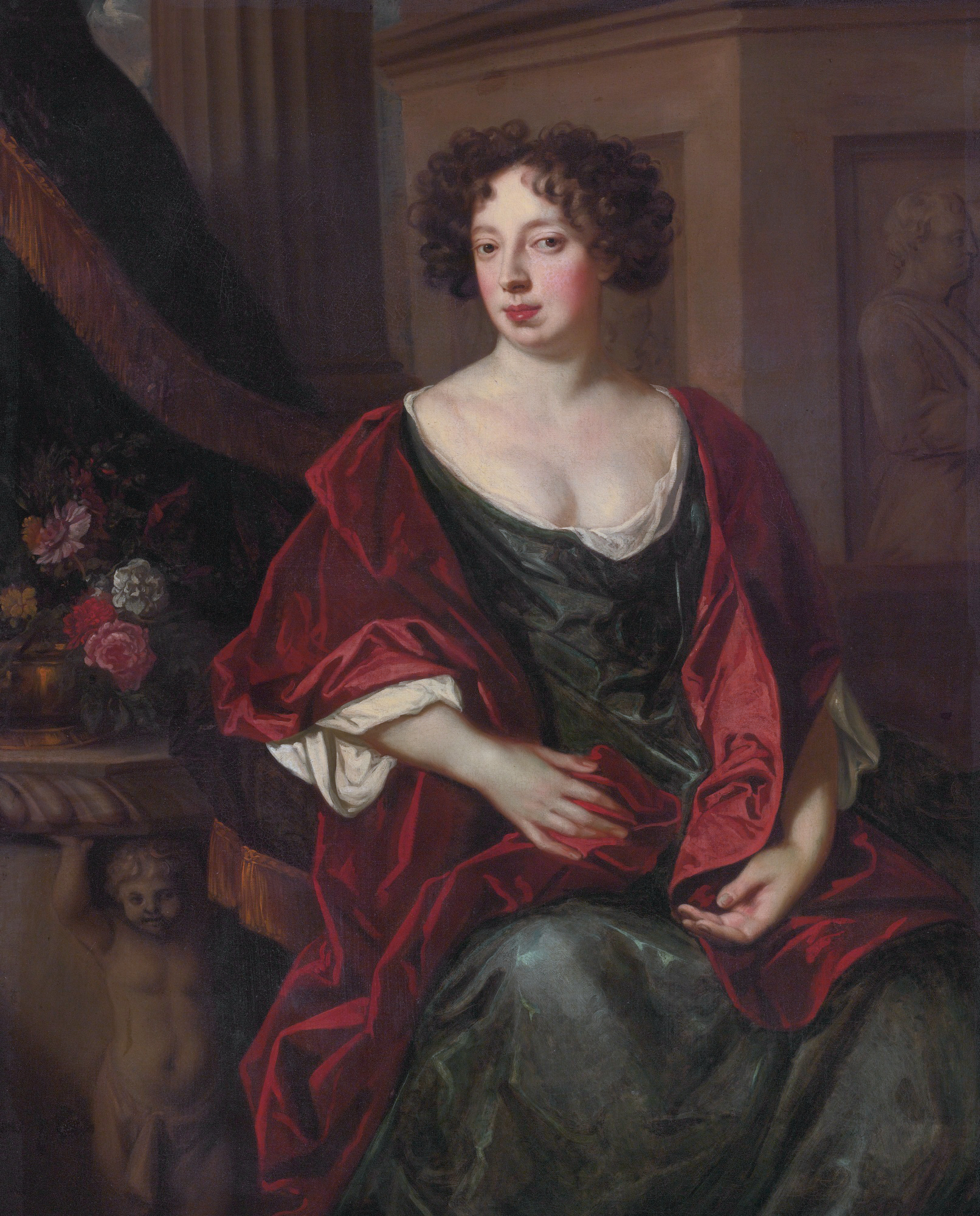
Леди Эссекс Рич, портрет, выполненный студией Питера Лели

Лорд Ноттингем был дважды женат. 16 июня 1674 года он женился первым браком на леди Эссекс Рич (ок. 1652 — 23 марта 1684), дочери Роберта Рича, 3-го графа Уорика (1611—1659), и его жены Энн Чик. От первого брака у него было восемь детей:
- Достопочтенный Хенидж Финч (март 1681 − 27 августа 1682)
- Достопочтенный Джон Финч, лорд Финч (8 июня 1682 — 12 декабря 1691)
- Элизабет Финч (19 апреля 1675 — 28 января 1676)
- Элизабет Финч (11 мая 1676 — 4 февраля 1678)
- Леди Мэри Финч (18 мая 1677 — 19 сентября 1718), которая вышла замуж в первый раз за Уильяма Сэвила, 2-го маркиза Галифакса[12], и во второй раз за Джона Кера, 1-го герцога Роксбурга. У нее были дети, в том числе Дороти Сэвил, графиня Берлингтон.
- Летиция Изабелла Финч (20 мая 1678 — 28 мая 1680)
- Энн Финч (5 февраля 1680 — 5 апреля 1680)
- Леди Эссекс Финч (19 марта 1684 — 29 марта 1684)

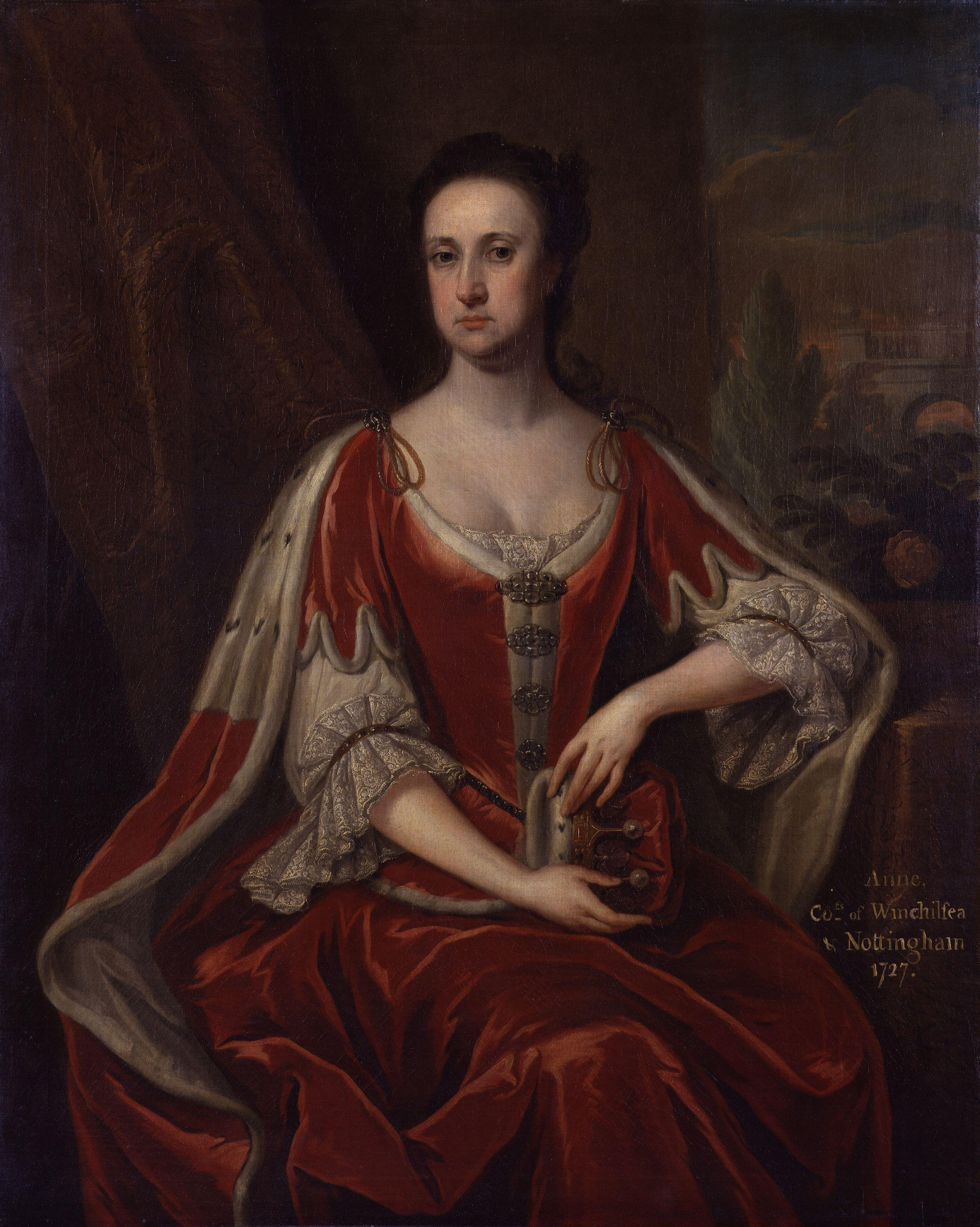
Портрет Энн Хаттон работы Джонатана Ричардсона, около 1726 год.

29 декабря 1685 года он во второй раз женился на достопочтенной Энн Хаттон (1668—1743), дочери Кристофера Хаттона, 1-го виконта Хаттона и леди Сесилии Тафтон, дочери 2-го графа Танета. Она была назначена фрейлиной королевы Марии II в 1691 году. От второй жены (которая имела более двадцати беременностей) у него было по крайней мере двенадцать выживших детей, в том числе:
- Дэниел Финч, 8-й граф Уинчилси (24 мая 1689 — 2 августа 1769), старший сын и наследник, который женился в первый раз на леди Фрэнсис Филдинг, дочери Бэзила Филдинга, 4-го графа Денби, а во второй раз на Мэри Палмер, дочери сэра Томаса Палмера, 4-го баронета Уингема. У него было четыре выживших дочери, но не было наследника мужского пола.
- Уильям Финч (1690 — 25 декабря 1766), который женился на леди Шарлотте Финч (урожденной Фермор), королевской гувернантке и дочери Томаса Фермора, 1-го графа Помфрета.
- Джон Финч (1692 — 12 февраля 1763), оставивший дочь.
- Леди Эссекс Финч (28 февраля 1687 — 23 мая 1721), в 1703 году она вышла замуж за сэра Роджера Мостина, 3-го баронета Мостина.
- Генри Финч (1694 — 26 апреля 1761)[14] , чья внебрачная дочь Шарлотта (? — 1810) вышла замуж за Томаса Рейкса, управляющего Банка Англии
- Эдвард Финч (1697 — 16 мая 1771), член парламента, который женился на Энн Палмер, другой дочери сэра Томаса Палмера, 4-го баронета Уингема[15]. Позже он взял фамилию Финч-Хаттон, его внуком был Джордж Финч-Хаттон, 10-й граф Уинчилси, и все будущие графы Уинчилси произошли от этой линии.
- Леди Шарлотта Финч (1693 — 21 января 1773), в 1725 году она стала женой Чарльза Сеймура, 6-го герцога Сомерсета.
- Леди (Сесилия) Изабелла Финч (4 мая 1700 — 1 марта 1771), которая так и не вышла замуж, но стала первой леди опочивальни принцессы Амелии, незамужней тети короля Георга III[16]. В 1740 году[16] она поручила Уильяму Кенту построить ей великолепный таунхаус на Беркли-сквер, 44 в Мейфэре, Лондон, который славится своей театральной лестницей.
- Леди Мэри Финч (1701 — 30 мая 1761), в 1716 году она вышла замуж за Томаса Уотсона-Уэнтворта, 1-го маркиза Рокингема.
- Леди Генриетта Финч (1702 — 14 апреля 1742), в 1723 году она вышла замуж за Уильяма Фицроя, 3-го герцога Кливленда.
- Леди Элизабет Финч (1704 — 10 апреля 1784), она вышла замуж за Уильяма Мюррея, 1-го графа Мэнсфилда.